# Salsinha
Salsinha (en francès Salsigne) és un municipi del departament de l'Aude a la regió francesa d'Occitània.